# 星の王子 ニューヨークへ行く2
『星の王子ニューヨークへ行く2』(Coming 2 America)は、アメリカのコメディ映画。エディー・マーフィ主演で1988年公開『星の王子ニューヨークへ行く』の正当な続編にあたる同名シリーズ第2章。
本作は2024年に死去したジェームズ・アール・ジョーンズと2022年に死去したルーイ・アンダーソンの両者にとって、最後の映画出演作となった。

## あらすじ
アフリカのザムンダ王国のアキーム王子が、ニューヨークでリサと出会って、王国に連れて帰ってから30年の時が流れた……。壮年となったアキームが、いよいよ国王に就任することになったまさにその時、アキーム本人も知らない「自身の息子」がアメリカにいることが判明した。
彼の名はラヴェル、聡明でクイーンズ出身。ザムンダの王位継承は「男系」との決まりがあるが、 アキームとリサには娘しかいなく、余命いくばくもない父ジャッフェ国王は、「ラヴェルを皇太子として迎えたい」と願っており、その想いを尊重してアキームとセミは彼を迎えに再びニューヨークへ出発する。

## キャスト
※括弧内は日本語吹替。
- アキーム・ジョッファ王子→国王 - エディ・マーフィ（山寺宏一）：ザムンダ王国の王子。父ジャッフェの死後、国王に即位した。
  - ランディ・ワトソン - エディ・マーフィ（山寺宏一）：バンド"セクシー・チョコレート"に所属するソウルシンガー。
  - クラレンス - エディ・マーフィ（山寺宏一）：床屋で働いている。
  - ソール - エディ・マーフィ（山寺宏一）：クラレンスの床屋の常連客。
- セミ - アーセニオ・ホール（高木渉）：アキームの親友でもあり、王国での側近。もう1人の息子ラベルがアメリカにいることは秘密にしていた。
  - モーリス - アーセニオ・ホール（高木渉）：床屋の従業員。
  - ブラウン牧師 - アーセニオ・ホール（高木渉）：教会の牧師[5]。
  - ババ - アーセニオ・ホール（高木渉）：ザムンダ王国の占い師。
- ラヴェル・ジャンソン=ジョッファ - ジャーメイン・ファウラー（英語版）（武内駿輔）：アキームの息子。ミカ、オマ、ティナーシェの異母兄妹。
- ミカ・ジョッファ王女 - キキ・レイン（永宝千晶）：アキームとリサの娘。長女[6]。
- メアリー・ジャンソン - レスリー・ジョーンズ（斉藤貴美子）：ラヴェルの母親、カリームの妹[7]。
- リサ・マクドゥーウェル王妃 - シャーリー・ヘドリー（英語版）（深見梨加）：アキームの妻。アキームがアメリカへの最初の旅で恋に落ちた相手。ミカ、オマ、ティナーシェの母。
- クリオ・マクドゥーウェル - ジョン・エイモス（麦人）：アキームの雇用主であり、義父であり、リサの父親。ミカ、オマ、ティナーシェの祖父。
- カリーム・ジャンソン - トレイシー・モーガン（乃村健次）：ラヴェルの伯父、メアリーの兄[8]。
- イジー将軍 - ウェズリー・スナイプス[9]（江原正士）：隣国ネクスドリアの最高指導者でありイマニの弟。30年前、姉のイマニがアキームの結婚を破棄されて以来、ネクスドリアが貧困の原因を作ったザムンダ王国と王族に恨みを抱いている[10]。
- ジャッフェ・ジョッファ王 - ジェームズ・アール・ジョーンズ（勝部演之）：アキームの父であり、ザムンダ王国の国王。現在は病により床に伏している。王妃が亡くなってからは、男やもめとなっている。アキームに息子がアメリカにいることを明かし、盛大なお葬式を行う中で静か息を引き取った。
- オーハ首相 - ポール・ベイツ（茶風林）：ザムンダ王国に仕える執事謙首相[11]
- ミレンベ - ノムザモ・ムバサ[12]（種市桃子）：ザムンダ王国に仕える理髪師。
- モーリス - ルーイ・アンダーソン（英語版）（吉柳太士郎）：マクドゥーウェルのレストランで働く中堅。
- ボポト・イジー - テヤナ・テイラー（英語版）（佐藤彩香）：イジー将軍の娘でイディの妹。
- イマニ・イジー - ヴァネッサ・ベル・キャロウェイ：イジー将軍の姉でアキーム王子の元許嫁。30年前、アキームに結婚を破棄したことで呪いを受けて以来、隣国のネクスドリアが貧困に至った。
- イディ・イジー - ロティミ（英語版）（沢城千春）：イジー将軍の息子でボポトの兄。
- オマ・ジョッファ王女 - ベラ・マーフィ（大平あひる）：アキームとリサの娘。次女。
- ティナーシェ・ジョッファ王女 - アキレイ・ラヴ（釘宮理恵）：アキームとリサの娘。三女。
- スイーツ - クリント・スミス（宮崎敦吉）
- リビア - ルネル（英語版）（斉藤こず恵）
- 中尉 - リック・ロス
- ザムンダ・ニュース・ネットワークのキャスター - トレヴァー・ノア
- グレース - ガーセル・ボベイ（英語版）
- ミスター・デューク - コリン・ジョスト（英語版）
- モーガン・フリーマン - 本人役（古川伴睦）
- リック・ロス - 本人役
- アン・ヴォーグ - 本人役
- ソルト・ン・ペパ（英語版） - 本人役
- ダヴィド（英語版） - 本人役[13]
- グラディス・ナイト - 本人役
- ディケンベ・ムトンボ - 本人役（佐々木祐介）
- ジョン・レジェンド - エンドクレジット内

その他の吹き替え声優：内野孝聡、松川裕輝、時永ヨウ、田島章寛、大泊貴揮、黒木沙織、阿部彬名
また、吹き替え声優に関しては前作の日本テレビ版を基準に録られている。一部声優は故人や諸事情により変更されている。

## 製作

### 企画
2017年1月、映画『星の王子ニューヨークに行く』の続編企画が制作段階にあることが公表された。ケヴィン・ミッシャーがプロデューサーに指名され、元の映画の脚本家であるデビッド・シェフィールドとバリー・W・ブラウスタインもこのプロジェクトに参加した。しかし、主演俳優のエディ・マーフィとアーセニオ・ホールの参加の可能性は企画段階では未定のままだった。

### キャスティング
2019年1月11日、続編にマーフィが再び主演し、クレイグ・ブリュワーが監督として企画が進んでいることが発表された（以前、Netflixの映画『ルディ・レイ・ムーア』でマーフィとタッグを組んでいる）。アーセニオ・ホール、シャーリー・ヘドリー、ジョン・エイモス、ポール・ベイツ、ジェームズ・アール・ジョーンズも続編に戻ることとなった。ウェズリー・スナイプスは、本作への出演にサインした。レスリー・ジョーンズとラッパーのリック・ロスも非公開の役でキャストに加わった  。
2019年6月18日、ジャーメイン・ファウラーが主要な役で映画に出演した。
2019年8月12日、シャーリー・ヘドリーがアキーム王子の想い人であるリサ・マクドゥーエル役を再び演じることが確認された。
2019年8月21日には、ノムザモ・ムバサ、トレイシー・モーガン、キキ・レイン、ルエネル、ローティミ、テヤーナ・テイラー、そしてマイケル・ブラックソン等が、俳優業への復帰を果たしたルイ・アンダーソンやヴァネッサ・ベル・キャロウェイ、ガルセル・ビューヴァスと同時にキャストに追加された。第1作でアキーム王子の母親であるオーレオン王妃を演じたマッジ・シンクレアは1995年12月に亡くなったため、キャスティングされなかった。
2019年9月、ダヴィドが映画にカメオ出演した  。
2019年10月、第1作に短時間出演したサミュエル・L・ジャクソンは、本作では再演していないことが確認された。
2019年12月、モーガン・フリーマンとベラ・マーフィーが非公開の役でキャスティングされた 。

### 撮影
2019年8月17日、ジョージア州アトランタで正式に撮影が開始された。リック・ロスは同月に彼のジョージア州のメガマンションが映画のロケ地として使われることを確認した  。2019年10月1日、Colliderとのインタビューで、マーフィは『星の王子ニューヨークへ行く2』の撮影が終了した後、『ビバリーヒルズ・コップ4』の制作が開始されることを認めた。2019年11月9日に正式に撮影が終了した。

## 公開
『星の王子ニューヨークへ行く2』は当初、2020年8月7日に米国とカナダでパラマウント・ピクチャーズによって劇場公開される予定だったが、その後、新型コロナウイルス感染症の世界的流行が始まる前に2020年12月18日へと変更された  。しかし、結局、アメリカ国内での映画興収が回復せず、パラマウント映画は劇場公開を断念した。アマゾン・スタジオは本作の全世界配給権を1億2500万ドルで取得し、2021年3月5日に全世界でAmazonプライム・ビデオで配信された。